# 高橋高盛
高橋高盛（たかはし たかもり）は、戦国時代から江戸時代前期にかけての武将。後北条氏の家臣。父は高橋氏高、母は大石定仲の娘。

## 生涯
永禄4年（1561年）、伊豆国雲見上ノ山城にて誕生する。元服すると左衛門尉高盛と名乗り、北条氏政に出仕した。
天正5年（1577年）、父・高橋氏高が隠居し、伊豆国雲見上の山城に居住したことにより、家督を相続する。同年、武田勝頼の家臣・春日虎綱が鷲津保塁を攻めた時、四面楚歌になった高盛は士卒を指揮して、自ら軍太刀を奮ってこれを死守した。討ち取った首級12。
天正18年（1590年）の小田原征伐では、父・氏高が下田城に籠城したために、高盛が北条氏直の命により、小田原城の巡夜厳警将となる。同年6月26日夜半、井伊直政、松平康頼の軍が小田原城の壕を渡り、城内に侵入してきた時、山角上野介、同嫡子・四郎左衛門尉、同次男・左近大夫が防戦したが、笹郭に侵入してきた。高盛は、従兄弟・高橋康種、弟・高忠、高信と共に、山角勢を援護し防戦し、反撃した。この戦いで、弟・高忠、高信が討死し、高橋家の譜代家臣のほとんどが戦死した。
小田原城落城後、高盛は、氏直の命に従い、家臣の福田勘解由、秋山小二郎、伊藤右衛門、小屋山徳左衛門などの一族と共に、武州烏山の砦に住した。
寛永10年（1633年）1月29日没。享年72歳。

## 参考資料
- 三鷹市史『大蔵高橋家系図』
- 世田谷区『烏山高橋系図』
- 『寛政重修諸家譜』(11)
- 『新編武藏風土記』(3)
- 富士見市大應寺『大宅高橋家系図』（高橋孫三郎家所蔵）